# Amores como el nuestro
Amores como el Nuestro fue una telenovela colombiana, realizada en 1998 por Producciones PUNCH. Son varias historias que ocurren a través de distintas generaciones de una misma familia. 

## Sinopsis
Cuenta la vida de los Salazar, una familia de clase media ubicada entre los años 60, que recreaba la moda y la música como el rock and roll para una juventud mayoritariamente formada por estudiantes universitarios.
Unos años después en los 70's, en la que se dio énfasis a la moda de esta icónica década pero en una sociedad insatisfecha, que planteaba cambios sociales y políticos que desembocaron en enfrentamientos muy duros con las instituciones políticas del momento y con la valores familares. 
Por último en los 80´s, cuya vida está ambientada en pleno inicio de la época de la violencia y del Narcotráfico en medio de amores y odios tan profundos que marcaron la historia de Colombia.

## Elenco
- Helena Mallarino .... Soledad Ospina de Restrepo
- Alejandra Borrero .... Carmen Elvira
- Gloria Gómez .... Margarita Salazar
- Helios Fernández ....
- Felipe Noguera ....
- Ricardo Velez ....
- Ernesto Benjumea ....
- Luis Fernando Hoyos ....
- John Alex Toro ... Julián Salazar
- Claudia Liliana González .... Marcela de Restrepo
- Harold Fonseca ....
- Victor Gómez .... Federico Montoya
- Cristina Umaña ... Luz Helena Salazar
- Katherine Velez ....
- Dora Cadavid ....
- Juliana Arenas ....
- Raúl Tobón ....
- Juan Pablo Shuk .... Sebastian
- Santiago Alarcón
- Jorge Enrique Abello
- Daniel Ochoa .... Gregorio Lloreda
- Aura Maria Lopera
- Diego Vásquez